# Chamelaucium drummondii
Chamelaucium drummondii là một loài thực vật có hoa trong Họ Đào kim nương. Loài này được (Turcz.) Meisn. mô tả khoa học đầu tiên năm 1857.